# Semicossyphus
Genre
Semicossyphus est un genre de gros poissons de la famille des Labridae. Ce sont de gros labres, équipés d'une dentition proéminente et particulièrement massive pour leur genre.

## Liste desespèces
Selon World Register of Marine Species (6 mai 2014), ITIS (6 mai 2014) et FishBase (6 mai 2014) :
- Semicossyphus darwini (Jenyns, 1842)
- Semicossyphus pulcher (Ayres, 1854) — Labre californien
- Semicossyphus reticulatus (Valenciennes, 1839) — Labre à tête de mouton

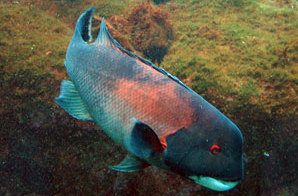
Semicossyphus pulcher
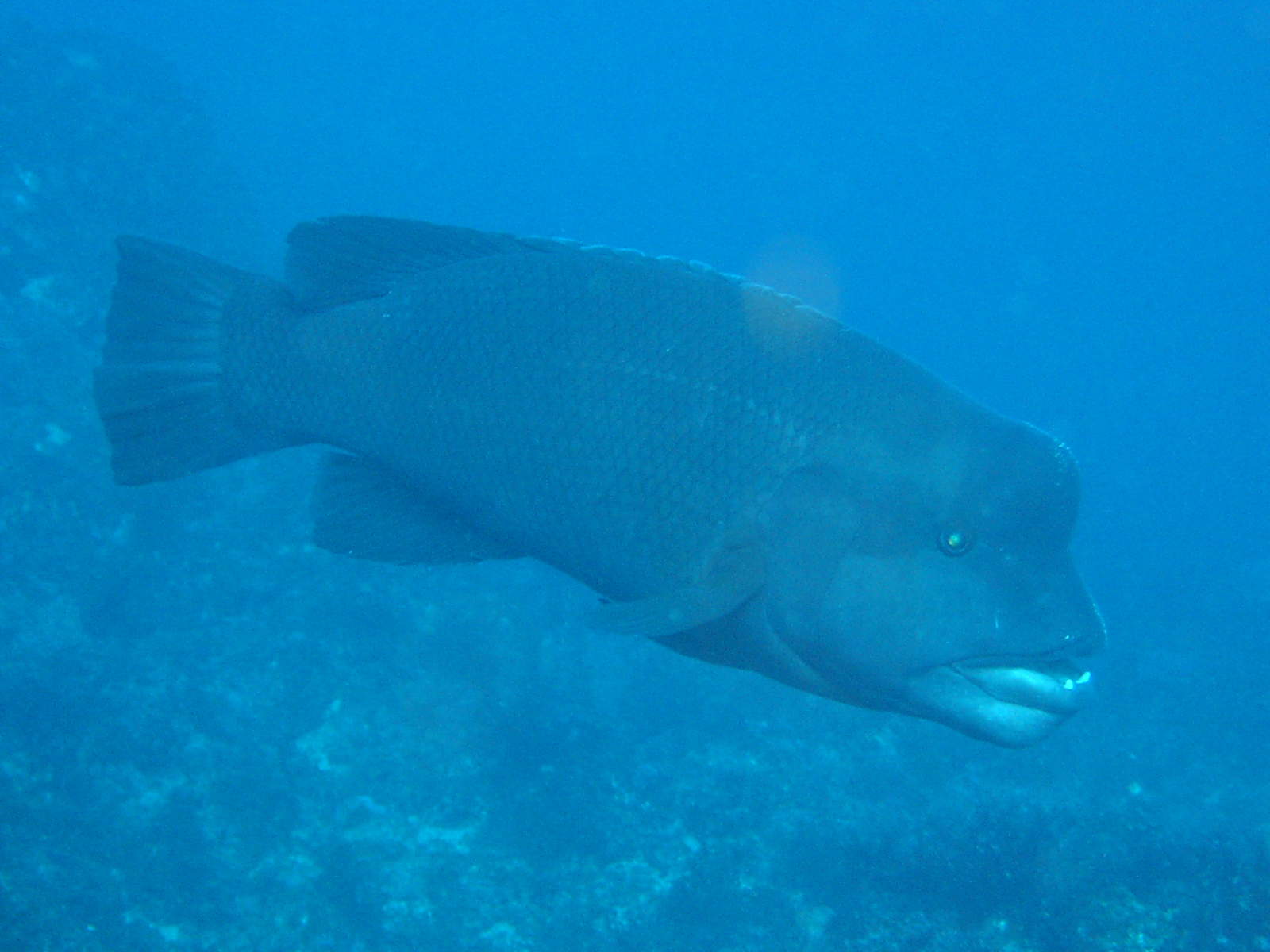
Semicossyphus reticulatus